# ニック・イースター
ニック・イースター（Nick Easter、1978年8月15日 - ）は、イングランドの元ラグビーユニオン選手。

## プロフィール
- イングランド・エプソム出身
- ポジションはロック(LO)、ナンバーエイト(No.8)
- 身長 193cm、体重 115kg
- イングランド代表通算54キャップ。キャプテンとしては2キャップ。
- ラグビーワールドカップ2007・ラグビーワールドカップ2011・ラグビーワールドカップ2015のイングランド代表に選出[1]。

## 来歴
オレルを経て、2004年、ハーレクインズに加入。
ハーレクインズでは、最優秀選手賞を4回獲得（2004-05、2005-06、2012-13、2014-15）。プロ化以降のハーレクインズでは最多となる233キャップ。
2016年、36歳で現役を引退して指導者を目指す。ハーレクインズのヘッドコーチをしていたレジェンドのディーン・リチャーズ（全英ラグビー大会で4回、ハイネケンカップで2回、レスター・タイガースを優勝に導く）の下でディフェンスコーチとなる。
2018年には南アフリカのナタール・シャークスのフォワードコーチとしてカリーカップに参加。決勝戦に進み、17-12でウェスタン・プロヴィンスを破るという快挙を成し遂げた。翌年2019年にはシャークスのフォワード＆ディフェンスコーチとして契約締結。